# Stabilometria
La stabilometria, nota anche come posturografia o analisi posturografica, è la tecnica utilizzata per quantificare il controllo posturale in posizione eretta in condizioni statiche o dinamiche. In particolare, la posturografia dinamica computerizzata (computerized dynamic posturography, CDP), chiamata anche test di equilibrio (test of balance, TOB), è una tecnica di valutazione clinica specializzata non invasiva utilizzata per quantificare i meccanismi adattativi del sistema nervoso centrale (sensoriali, motori e centrali) coinvolti nel controllo della postura ed equilibrio, sia in condizioni normali (come nell'educazione fisica e nell'allenamento sportivo) che anormali (in particolare nella diagnosi dei disturbi dell'equilibrio e nella terapia fisica e rieducazione posturale). A causa delle complesse interazioni tra i processi sensoriali, motori e centrali coinvolti nella postura e nell'equilibrio, la CDP richiede diversi protocolli per distinguere tra i molti difetti e menomazioni che possono influenzare il sistema di controllo della postura del paziente. Pertanto, la CDP sfida il sistema di controllo utilizzando diverse combinazioni di stimoli e parametri visivi e di superficie di supporto. 
Le applicazioni cliniche per CDP sono state descritte per la prima volta da LM Nashner nel 1982 e il primo sistema di test disponibile in commercio è stato sviluppato nel 1986, quando NeuroCom International, Inc., ha lanciato il sistema EquiTest. 

## Come funziona
La stabilometria statica viene eseguita ponendo il paziente in posizione eretta su una piattaforma strumentata fissa (forceplate) collegata a rilevatori sensibili (trasduttori di forza e movimento), in grado di rilevare le minuscole oscillazioni del corpo. La stabilometria dinamica si differenzia dalla stabilometria statica generalmente utilizzando un apparecchio speciale con una piattaforma orizzontale mobile. Quando il paziente compie piccoli movimenti, questi vengono trasmessi in tempo reale a un computer. Il computer viene utilizzato anche per comandare motori elettrici che possono muovere il piatto di forza in direzione orizzontale (traslazione) oltre che inclinarlo (rotazioni). Pertanto, i protocolli dei test stabilometrici generano una sequenza di movimenti standardizzati nella piattaforma di supporto al fine di squilibrare la postura del paziente in modo ordinato e riproducibile. La piattaforma è contenuta all'interno di un recinto che può essere utilizzato anche per generare movimenti visivi apparenti. Questi stimoli sono calibrati rispetto all'altezza e al peso del paziente. Uno speciale software informatico integra tutto questo e produce grafici e report dettagliati che possono poi essere confrontati con gli intervalli di normalità. 

## Componenti dell'equilibrio
Il centro di gravità (COG) è una componente importante dell'equilibrio e dovrebbe essere valutato quando si valuta la postura di qualcuno. Il COG viene spesso misurato con COP (centro di pressione) perché il COG è difficile da quantificare. Secondo Lafage et al. (2008) il COG dovrebbe essere posizionato al centro della base di supporto se un individuo ha una postura ideale. L'escursione e la velocità del COP sono indicatori del controllo del COG e sono fattori chiave per identificare una postura corretta e la capacità di mantenere l'equilibrio. L'escursione COP è definita da Collins e De Luca (1992) come lo spostamento euclideo nelle direzioni anteriore / posteriore e mediale / laterale all'interno della base di appoggio (perimetro attorno ai piedi). Con una cattiva postura e / o curvature spinali esagerate è possibile che l'escursione del COP aumenti, il che può causare instabilità quando il COP si sposta verso il perimetro della base di appoggio.

## Tipi di test

Condizioni dell'EquiTest

I protocolli del test di solito includono un test di organizzazione sensoriale (Sensory Organization Test, SOT), un test dei limiti di stabilità (Limits Of Stability test, LOS), un test di controllo motorio (Motor Control Test, MCT) e un test di adattamento (Adaptation Test, ADT). Il test SOT è stato sviluppato da Nashner ed è un sistema computerizzato composto da doppie piastre di forza mobili e paravento mobile (EquiTest). Durante il test il paziente viene istruito a stare fermo e in silenzio con gli occhi aperti o chiusi a seconda di quale dei sei test viene somministrato. Il paziente esegue più prove per test; una descrizione di questi test può essere trovata nella tabella sottostante. Il test SOT si basa sul fatto che ci sono tre sistemi sensoriali coinvolti principalmente nel mantenimento dell'equilibrio (visione, vestibolare e propriocettivo). Vengono misurati i minimi ondeggiamenti spontanei del corpo e le reazioni provocate da movimenti bruschi inaspettati della piattaforma e dell'ambiente visivo. Le differenze in queste oscillazioni e le reazioni alle perturbazioni del sistema aiutano a determinare la capacità del paziente di utilizzare in modo efficace input visivo, vestibolare e propriocettivo per mantenere la postura. Wrisley et al. (2007) hanno scoperto che ci sono effetti di apprendimento associati al test SOT e quindi potrebbe essere utilizzato clinicamente per valutare, migliorare e monitorare i cambiamenti nell'equilibrio. 
| Condizione | Vista        | Superficie                | Ambiente visivo           |
| ---------- | ------------ | ------------------------- | ------------------------- |
| 1          | Occhi aperti | Stabile                   | Stabile                   |
| 2          | Occhi chiusi | Stabile                   | Stabile                   |
| 3          | Occhi aperti | Stabile                   | Ancorato all'oscillazione |
| 4          | Occhi aperti | Ancorata all'oscillazione | Stabile                   |
| 5          | Occhi chiusi | Ancorata all'oscillazione | Stabile                   |
| 6          | Occhi aperti | Ancorata all'oscillazione | Ancorato all'oscillazione |

| Condizione                                                                           | Pattern di anormalità all'analisi SOT                             | Pattern di anormalità all'analisi SOT                             | Pattern di anormalità all'analisi SOT                                                      | Pattern di anormalità all'analisi SOT                                                      | Pattern di anormalità all'analisi SOT                                                                                          | Pattern di anormalità all'analisi SOT                                                                                 | Pattern di anormalità all'analisi SOT                                             | Pattern di anormalità all'analisi SOT         | Pattern di anormalità all'analisi SOT                             |
| Condizione                                                                           | Anomalie vestibolari                                              | Anomalie vestibolari                                              | Anomalie vestibolari                                                                       | Anomalie vestibolari                                                                       | Anomalie vestibolari | Anomalie multisensorialia                                                                                             | Anomalie multisensorialia                                                         | Anomalie multisensorialia                     | Anomalie extrasensorialib                                         |
| ------------------------------------------------------------------------------------ | ----------------------------------------------------------------- | ----------------------------------------------------------------- | ------------------------------------------------------------------------------------------ | ------------------------------------------------------------------------------------------ | --- | --- | --------------------------------------------------------------------------------- | --------------------------------------------- | ----------------------------------------------------------------- |
| 1                                                                                    |                                                                   |                                                                   |                                                                                            |                                                                                            | | |                                                                                   |                                               | I punteggi in 4, 5 e 6 sono uguali o migliori rispetto a 1, 2, 3. |
| 2                                                                                    |                                                                   |                                                                   |                                                                                            |                                                                                            | | |                                                                                   |                                               | I punteggi in 4, 5 e 6 sono uguali o migliori rispetto a 1, 2, 3. |
| 3                                                                                    |                                                                   |                                                                   |                                                                                            |                                                                                            | | |                                                                                   |                                               | I punteggi in 4, 5 e 6 sono uguali o migliori rispetto a 1, 2, 3. |
| 4                                                                                    |                                                                   |                                                                   |                                                                                            |                                                                                            | | |                                                                                   |                                               | I punteggi in 4, 5 e 6 sono uguali o migliori rispetto a 1, 2, 3. |
| 5                                                                                    |                                                                   |                                                                   |                                                                                            |                                                                                            | | |                                                                                   |                                               | I punteggi in 4, 5 e 6 sono uguali o migliori rispetto a 1, 2, 3. |
| 6                                                                                    |                                                                   |                                                                   |                                                                                            |                                                                                            | | |                                                                                   |                                               | I punteggi in 4, 5 e 6 sono uguali o migliori rispetto a 1, 2, 3. |
| Conclusioni                                                                          | Incapacità di fare un uso efficace delle informazioni vestibolari | Incapacità di fare un uso efficace delle informazioni vestibolari | Incapacità di sopprimere l'influenza di informazioni visive imprecise ("vista-preferenza") | Incapacità di sopprimere l'influenza di informazioni visive imprecise ("vista-preferenza") | Incapacità di fare un uso efficace delle informazioni vestibolari E di sopprimere l'influenza di informazioni visive imprecise | Nessun uso efficace delle informazioni visive o vestibolari (dipendenza dall'input somatosensoriale per l'equilibrio) | Nessun uso efficace di informazioni visive o vestibolari E dipendenza dalla vista | Dipendenza da input visivi e somatosensoriali | I punteggi in 4, 5 e 6 sono uguali o migliori rispetto a 1, 2, 3. |
| a Patologia vestibolare ed extravestibolare b Ansia, simulazione, esagerazione, ecc. |                                                                   |                                                                   |                                                                                            |                                                                                            | | |                                                                                   |                                               |                                                                   |

I risultati del SOT vengono suddivisi in un punteggio dell'equilibrio (Equilibrium Score), un'analisi sensoriale (Sensory Analysis), un'analisi delle strategie d'anca e di caviglia (Strategy Analysis) e l'allineamento del centro di gravità (COG Alignment). 

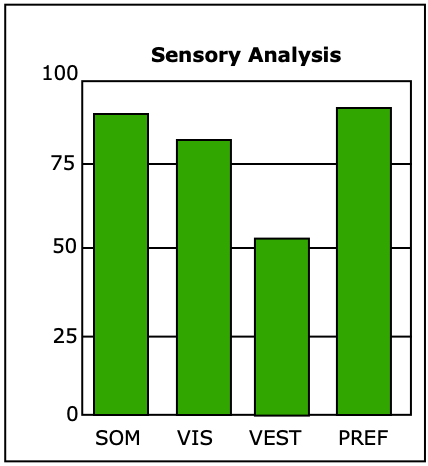
Sensory Analysis – EquiTest

L'analisi sensoriale calcola 4 tipi diversi di punteggi: somatosensoriale (SOM), visivo (VIS), vestibolare (VEST) e la vista-preferenza (PREF) (anche nota come "vista-dipendenza", ovvero un affidamento eccessivo alle informazioni visive anche quando sono inappropriate). I punteggi vengono rispettivamente calcolati come rapporti tra i 6 diversi punteggi dell'equilibrium score: 
{\displaystyle {\text{Somatosensoriale (SOM)}}={\frac {\text{condizione 2}}{\text{condizione 1}}}}
{\displaystyle {\text{Visuale (VIS)}}={\frac {\text{condizione 4}}{\text{condizione 1}}}}
{\displaystyle {\text{Vestibolare (VEST)}}={\frac {\text{condizione 5}}{\text{condizione 1}}}}
{\displaystyle {\text{Vista Preferenza (PREF)}}={\frac {\text{condizioni 3 + 6}}{\text{condizioni 2 + 5}}}}
I risultati del MCT includono invece la simmetria del peso (Weight Symmetry), sia per le traslazioni in avanti che per quelle indietro, i punteggi di latenza (Latency Scores) per le traslazioni in avanti e indietro, e l'Amplitude Scaling, che fa riferimento alla capacità del partecipante di generare una forza di risposta adeguata all'entità della perturbazione.
Il limite di stabilità (limit of stability, LOS) è definito come la distanza al di fuori della base di appoggio che può essere percorsa prima che si verifichi una perdita di equilibrio. Il test LOS viene spesso utilizzato per quantificare questa distanza ed è stato suggerito come un ibrido tra la valutazione dell'equilibrio statico e dinamico. Durante questo test il paziente si trova sulla piattaforma come indicato sopra nel test SOT. Il paziente osserva i movimenti su uno schermo in modo da poter vedere ciascuno degli otto obiettivi LOS. Il paziente inizia con il proprio COP direttamente al centro dei bersagli (visualizzato come una figura di persona computerizzata). All'inizio del test, il paziente tenta di inclinarsi nella direzione del target perimetrale indicato, senza alzare i piedi, e di resistere così fino al completamento del test. 
A seconda della necessità del workup diagnostico, la CDP può essere combinata con altre tecniche, come l'elettronistagmografia (ENG) e l'elettromiografia. 
Le principali indicazioni per la CDP sono vertigini e vertigini e squilibri posturali (disturbi dell'equilibrio). 